# École de Iaroslavl (architecture)
L'école de Iaroslavl est une notion qui désigne l'ensemble des églises de la ville de Iaroslavl en Russie avec les caractéristiques architecturales et décoratives qui leur sont propres. Ces dernières diffèrent de celles des églises moscovites et des églises de la Haute Volga. Le milieu du XVIIe siècle correspond à l'âge d'or de Iaroslavl. Le style se rapproche de celui présent dans les faubourgs de Moscou, mais les églises sont deux fois plus vastes.    

## Caractères généraux
- Les églises de Iaroslavl se distinguent d'abord de celles de Moscou par leurs proportions. Les cathédrales du Kremlin sont menues par rapport à celles de Iaroslavl[2].

- Ces dernières sont encore agrandies par l'adjonction de vastes galeries qui se placent sur trois côtés de l'église et sont appelées papertes. De simples déambulatoires au départ, ces galeries deviennent spacieuses, ceinturent les églises et s'ouvrent par trois porches vers l'extérieur. Ces galeries servent de parloir dans les villes et dans les campagnes elles permettent de mettre les fidèles à l'abri avant et après les offices orthodoxes qui sont souvent très longs. L'hiver, elles servent à tous pour se protéger du froid.

- Le corpus cubique de l'église est d'habitude surmonté de cinq coupoles sur hauts tambours décorés. À l'inverse des coupoles moscovites souvent aveugles et purement décoratives, celles de Iaroslavl sont ouvertes et éclairent ainsi les voûtes.

- Les chapelles et les clochers sont surmontés de pyramides, de toits en forme de tentes et de kokochniks. La base des clochers est sans ornements tandis que le sommet est richement décoré et ajouré par des arcades. Les clochers avec leurs toits en pointes proviennent de l'architecture en bois, tandis que les coupoles dérivent de l'architecture en pierre. L'accouplement des deux formes hétérogènes à la fois cubiques et pyramidales est la grande difficulté des architectes de Iaroslavl quand ils tentent d' obtenir un tout harmonieux[3].

- La grande richesse de la décoration est encore une autre particularité des églises de Iaroslavl bien qu'elle ait des liens avec celle de Moscou. Elles sont somptueuses avec les carreaux de céramique émaillée dont les dominantes sont le jaune et le vert et qui encadrent les porches et fenêtres. Les galeries, les embrasures des portes, sont enrichies de fresques qui tapissent les murs de haut en bas. Le décor sculpté relève de la tradition moscovite[4].

## Principales églises de Iaroslavl

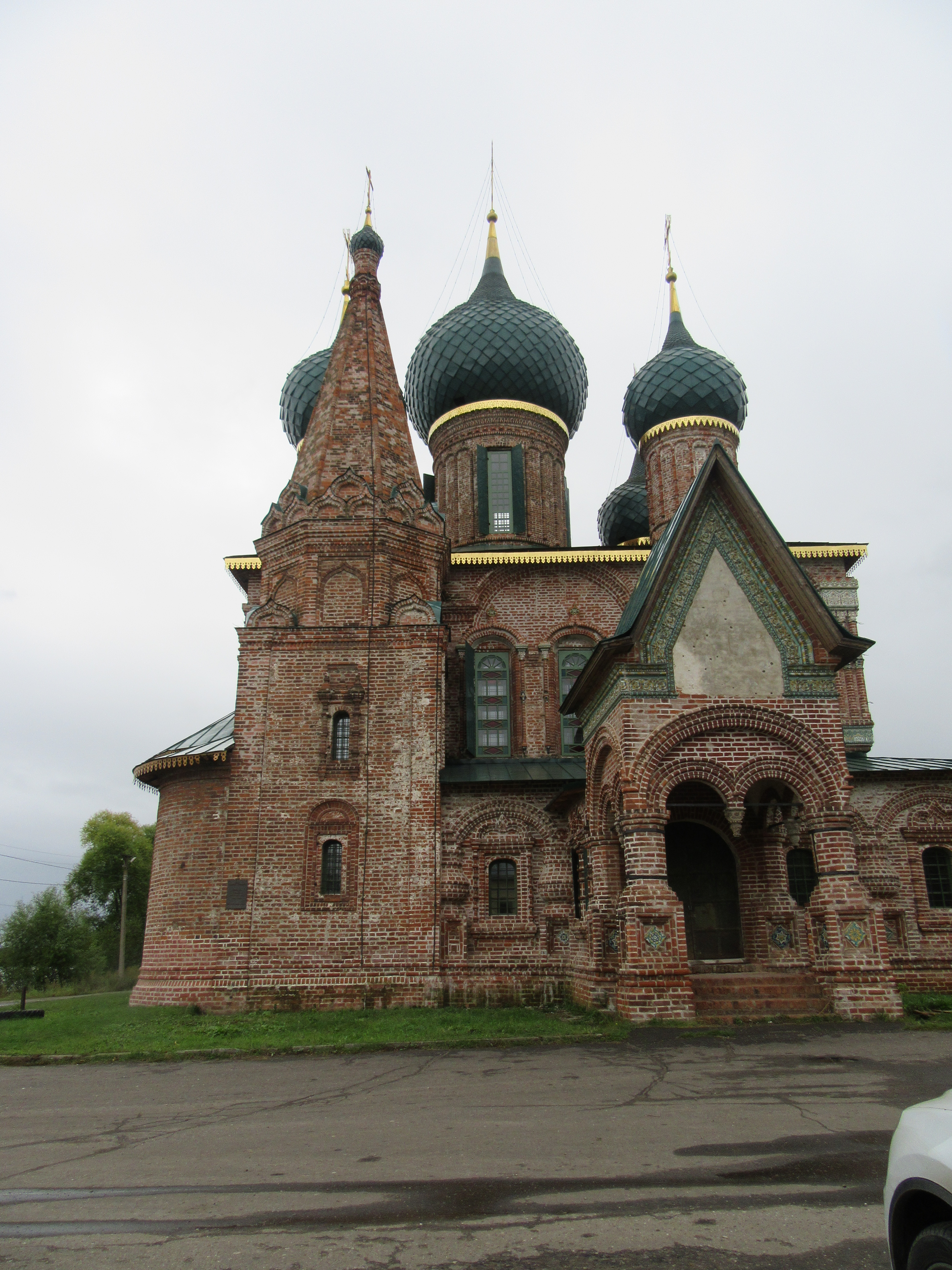
Église du Prophète Élie de Iaroslavl
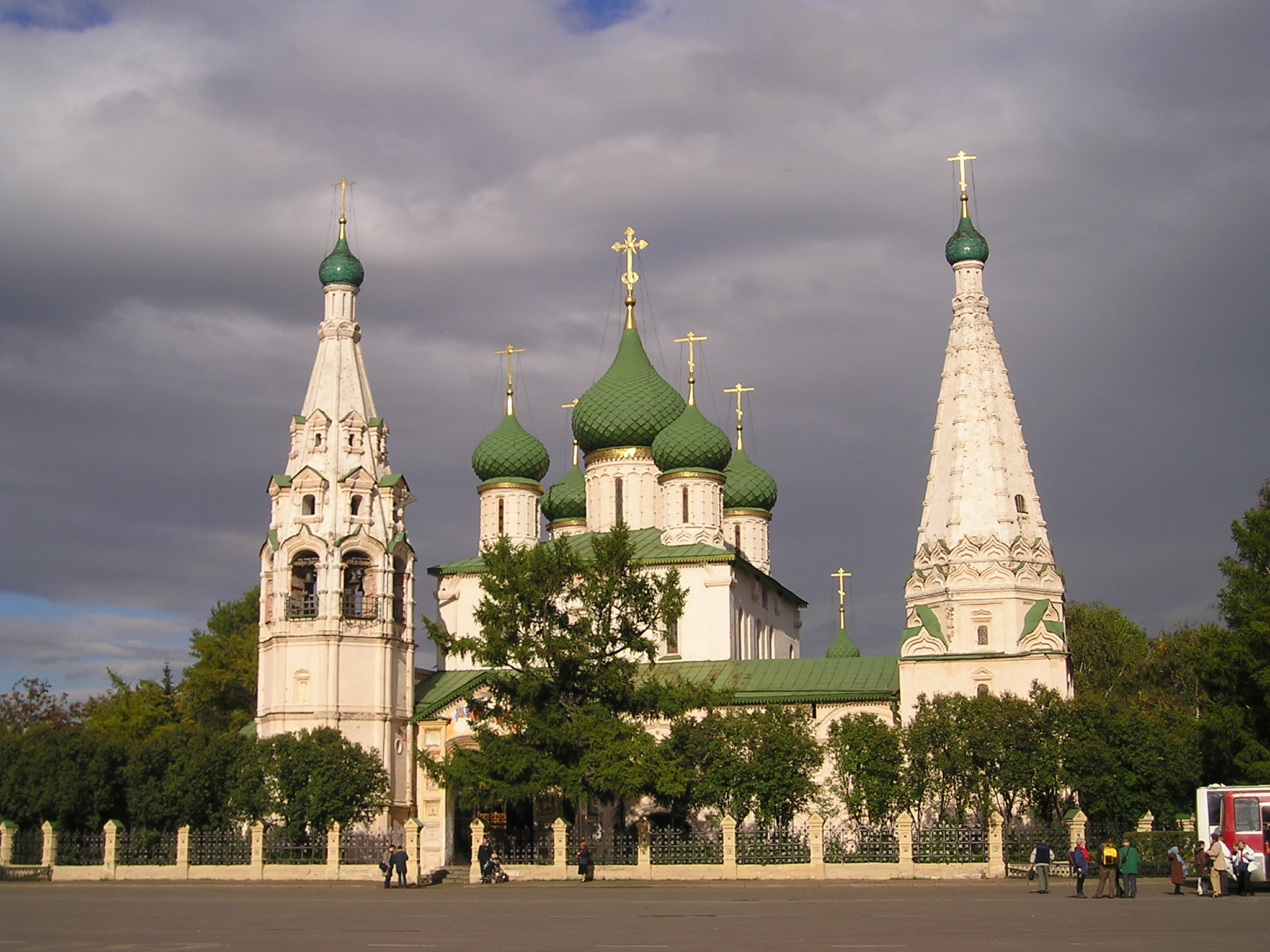
Église Saint-Jean-Baptiste de Iaroslavl
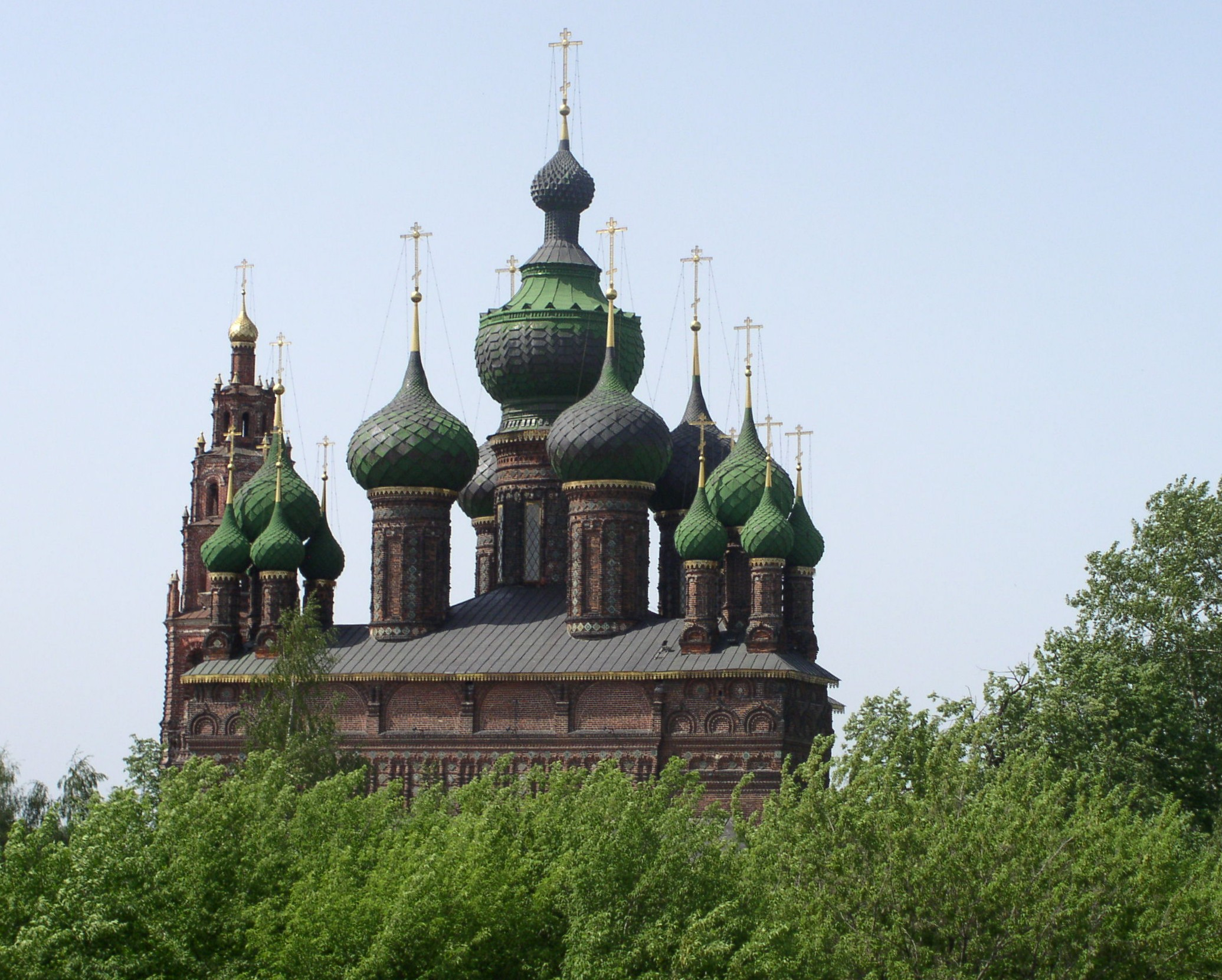
Église de l'Ascension (Iaroslavl)
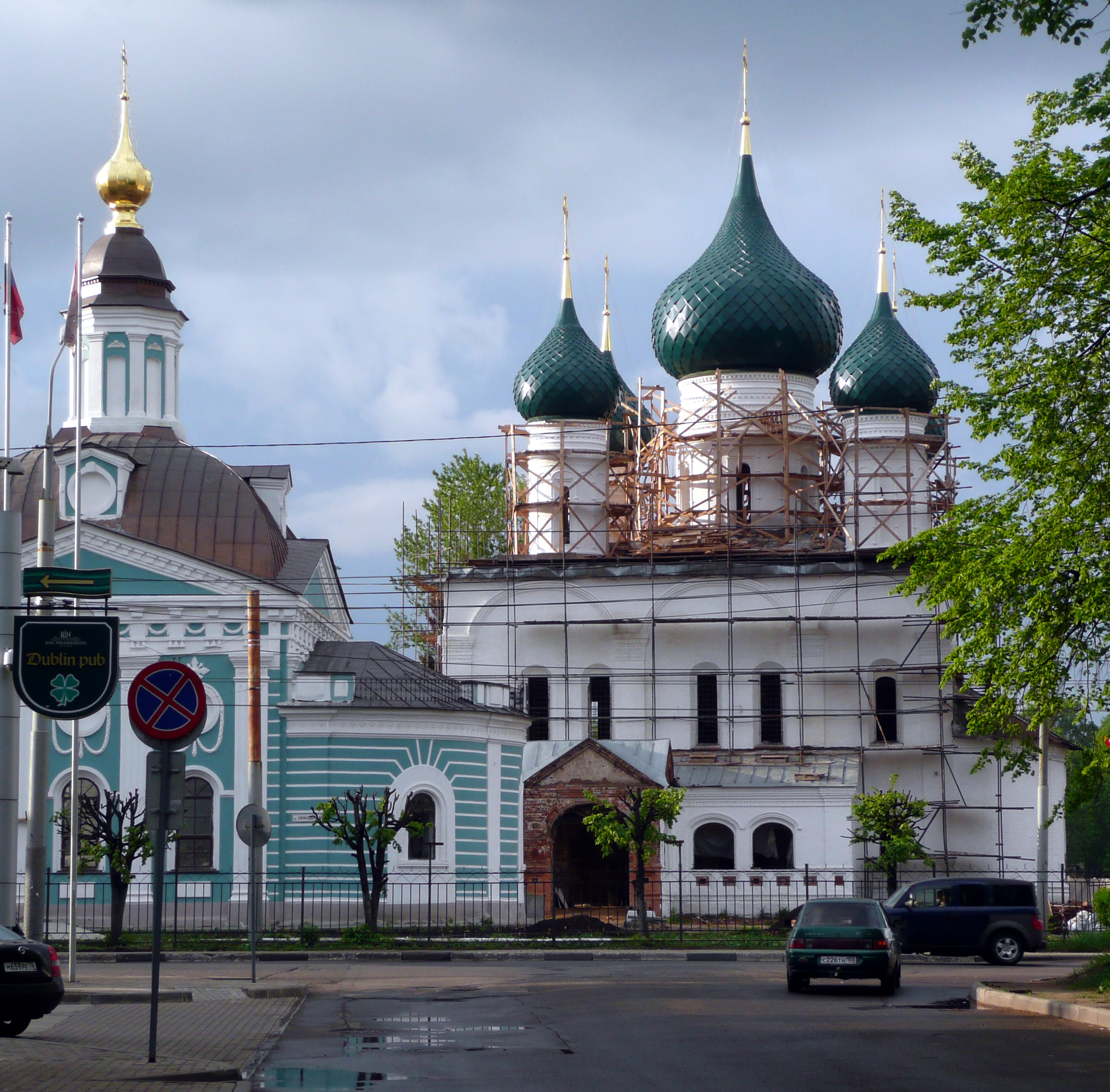
Église Saint-Jean Chrysostome (Iaroslavl)

- Église Saint-Jean Chrysostome (Iaroslavl)
- Église du Prophète Élie de Iaroslavl
- Église Saint-Jean-Baptiste de Iaroslavl
- Église de l'Ascension (Iaroslavl)